# Paolo Ghiringhelli
Paolo Ghiringhelli OSB; auch Paul; Taufname: Peter Maurus Josef Aloys  (* 15. Oktober 1778 in Bellinzona; † 18. März 1861 in Einsiedeln) war ein Schweizer Benediktiner und Statthalter.

## Leben
Paolo Ghiringhelli war der Sohn von Carlo Ghiringhelli und dessen Ehefrau Felicita Molo.
Er besuchte die Schule in Bellinzona und studierte Theologie in der Abtei Einsiedeln sowie in der Abtei Neresheim und der Abtei St. Georgenberg-Fiecht. Am 15. August 1796 legte er beim Abt Beat Küttel das benediktinische Gelübde ab und wurde am 19. Dezember 1802 zum Priester ordiniert.
Während seiner Tätigkeit als Lehrer am Benediktinerkollegium Bellinzona von 1804 bis 1823 erneuerte er die Lehrpläne der Schule und stellte auch die Lehrmittel für die Schüler zusammen. 1823 wurde er als Küchenmeister nach Einsiedeln zurückgerufen und verbrachte dann vom 20. Oktober 1827 bis 5. Januar 1858 als Statthalter in der Statthalterei Freudenfels in der Gemeinde Eschenz. Am 9. August 1859 kehrte er wieder in das Kloster Einsiedeln zurück und verstarb als Senior des Klosters und der Kongregation.

### Schriftstellerisches Wirken
Er verfasste eine Topographisch-statistische Darstellung des Cantons Tessin mit einer von ihm vorgezeichneten geografischen Karte im Anhang; diese Schrift wurde im Helvetischen Almanach für das Jahr 1812 veröffentlicht und war die erste Beschreibung des neuen Kantons.
Er arbeitete auch mit dem Dialektforscher Franz Joseph Stalder zusammen; diesem übersetzte er das Gleichnis vom verlorenen Sohn in die Tessiner Dialekte, die in der 1819 veröffentlichten Sammlung Die Landessprachen der Schweiz enthalten ist.
Seine Denkschrift über die politischen Ereignisse im Tessin von 1813 bis 1814, in der er sich für Bellinzona als Kantonshauptstadt aussprach, wurde nicht veröffentlicht.

## Mitgliedschaften
Paolo Ghiringhelli war seit dem 29. Juli 1818 Mitglied der Schweizerischen Naturforschenden Gesellschaft.

## Schriften (Auswahl)
- Topographisch-statistische Darstellung des Cantons Tessin. In: Helvetischen Almanach für das Jahr 1812. Zürich, bey Orell Füssli & Comp. 1812.
- Die Landessprachen der Schweiz, mit kritischen Sprachbemerkungen. Nebst der Gleichnissrede vom verlorenen Sohn in allen Schweizermundarten. Aarau 1819, Digitalisat.
- Kurze Schweizergeschichte, für die Einsiedler Residenz in Bellenz geschrieben (unveröffentlicht).
- Zur Geschichte der politischen Veränderung im Kanton Tessin 1814 (unveröffentlicht).